# 樂山雷達站
24°29′54″N 121°04′17″E / 24.49839°N 121.07142°E

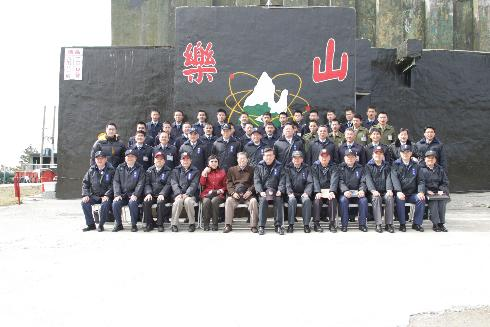
樂山雷達站，攝於2009年12月23日

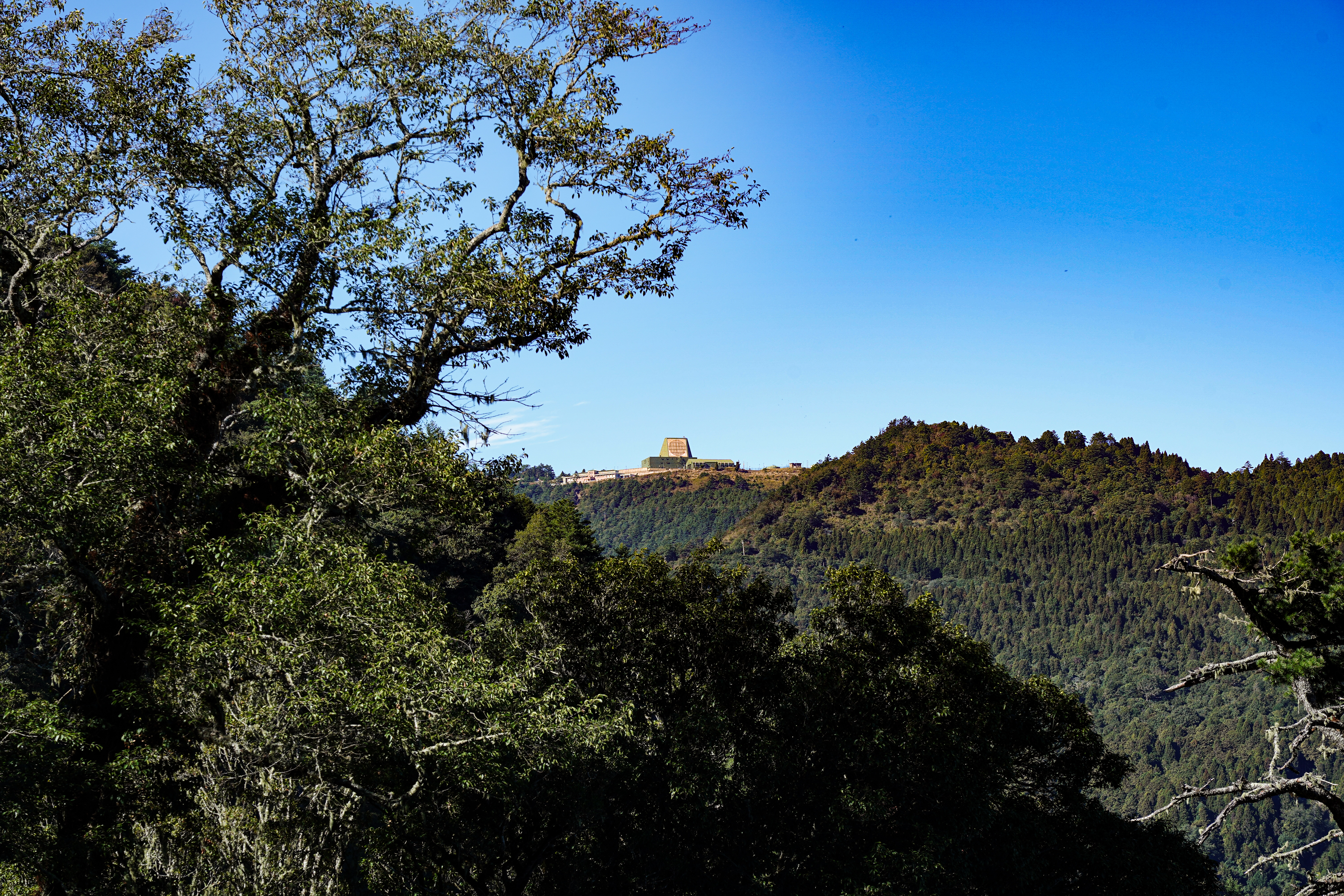
從雪霸國家公園觀霧遠眺樂山雷達站。

樂山雷達站，本名為空軍偵蒐預警中心（英語：Air Force Surveillance Warning Center，簡稱：AFSWC），位於臺灣新竹縣五峰鄉、苗栗縣泰安鄉交界處附近的軍事設施，在加里山山脈最高峰樂山，隸屬於空軍作戰指揮部，設有美國雷神公司所製造的鋪路爪長程預警雷達（通用編號：AN/FPS-115 PAVE PAWS），可提供遠程飛彈預警，因可對全東亞進行偵蒐而得名「東亞之眼」，國軍官兵與中華民國人民則暱稱其為「樂山大佛」。

## 建置歷史
樂山雷達最早於2003年時中華民國立法院通過新臺幣304億元的鋪路爪長程預警雷達採購案，開始規劃建置。2012年3月架設雷達完成，同年9至11月配合中華民國國軍執行單枚、多枚戰術彈道飛彈進襲場景等21項模擬演習訓練。12月正好遇到北韓試射銀河3號運載火箭，國軍也趁此機會測試雷達性能，驗證後比日本還早2分鐘掌握發射軌跡，便在2013年2月正式成軍。
依中華民國國防部2013年向立法院報告，樂山雷達對雷達散射截面10平方公尺的目標有5,000公里的偵測距離，而對於飛彈等截面積較小的目標，也有1,500公里偵測距離。有論者依此預估中國人民解放軍導彈來襲時，能爭取至少7至10分鐘的反應時間，也可搭配MIM-104愛國者飛彈與天弓防空飛彈增強自衛武力，不過亦有報導指出，若將樂山雷達與美軍鋪路爪作比較，探測距離大概只有2,500至3,000公里。
中華民國偵蒐雷達屬於雷神公司新開發的系統，這套雷達系統將可與美國、日本預警系統交換資訊。比起過去舊型預警雷達，只能監控地面或水面發射的洲際彈道飛彈，雷神公司為中華民國設計的這型偵蒐雷達功能已加強為可監控遠、中、短程與戰術彈道飛彈、巡弋飛彈及空中飛行目標等，由於部署在高山上，雷達還可俯視水面艦艇。

## 維運管理
原本鋪路爪雷達係用於偵測彈道飛彈來襲，但國防部為兼顧低空的巡弋飛彈，請雷神公司重新設計軟體，樂山雷達的預算與完工時間，也一再追加與延宕，至2013年共耗費超過新台幣400億元。完工後，每年大約需編列新台幣7億元預算作維護費，同時依據台美雙方所簽的維護合約，由美國負責全系統廠級維修，國軍只可執行基本維修。雖然2014年美軍已同意將技術移轉發射接收模組等8項組件提供國軍維修，惟不願開放核心技術。
由於核心維修由美國掌握，加上有美方技術人員進駐，始終有美軍控管雷達情資的傳聞。時任中華民國國防部部長高華柱在任內強調情報完全屬於台灣；然而嚴明接任後則暗示將會與美國及日本分享情資；在其之後的國防部部長馮世寬則指出，樂山雷達運作後情資是由中華民國獨享，若美方有需要，必須要透過外交管道付費或情資交換。